# Dispersitet
Dispersitet (tidligere polydispersitets-indeks) er inden for polymere en størrelse, der beskriver sammensætningen af en opløsning af polymerer af forskellig størrelse. Dispersiteten kan beregnes på to forskellige måder, hvor den ene er molmasse-dispersitet, mens den anden er polymeriseringsgrad-dispersitet.
Molmasse-dispersitet er givet ved
Đ{\displaystyle {}_{\text{M}}={\frac {{\overline {M}}_{\text{w}}}{{\overline {M}}_{\text{n}}}}}
hvor {\displaystyle {\overline {M}}_{\text{n}}} er polymerenes gennemsnitlige  molmasse mht. antal:
{\displaystyle {\overline {M}}_{\text{n}}={\frac {\sum _{i}N_{i}M_{i}}{\sum _{i}N_{i}}}}
mens {\displaystyle {\overline {M}}_{\text{w}}} er polymerenes gennemsnitlige molmasse vægtet efter masse:
{\displaystyle {\overline {M}}_{\text{w}}={\frac {\sum _{i}N_{i}M_{i}^{2}}{\sum _{i}N_{i}M_{i}}}}
Polymerisingsgrad-dispersiteten er den samme, men i stedet for molmasse bruges polymeriseringsgraden, der er antallet af monomerer pr. polymer:
Đ{\displaystyle {}_{\text{X}}={\frac {{\overline {X}}_{\text{w}}}{{\overline {X}}_{\text{n}}}}}
Hvis polymererne er meget store, så enderne er af negligibel betydning, er de to dispersiteter lig med hinanden.